# Kate Bosworth
Kate Bosworth (Los Angeles, Califòrnia, 2 de gener de 1983) és una actriu de cinema estatunidenca.

## Filmografia
- 1998: L'home que xiuxiuejava als cavalls (The Horse Whisperer), de Robert Redford
- 2000: The Newcomers, de James Allen Bradley
- 2000: Young Americans, de Mel Damski, Perry Lang i altres
- 2000: Remember the Titans, de Boaz Yakin
- 2002: Blue Crush, de John Stockwell
- 2002: Les regles del joc (The Rules of Attraction) de Roger Avary
- 2003: Wonderland, de James Cox
- 2003: Advantage Hart (curtmetratge), de Jeff Seibenick
- 2004: Win a Date With Tad Hamilton!, de Robert Luketic
- 2004: Beyond the Sea, de Kevin Spacey
- 2005: Bee Season, de Scott McGehee, David Siegel
- 2006: Superman Returns, de Bryan Singer
- 2008: 21, de Robert Luketic
- 2010: Death Bed Subtext (curtmetratge)
- 2010: Idiots (curtmetratge)
- 2010: The Warrior's Way, de Sngmoo Lee
- 2011: Little Birds, d'Elgin James
- 2011: Another Happy Day, de Sam Levinson
- 2011: L!fe Happens, de Kat Coiro
- 2011: Straw Dogs, de Rod Lurie
- 2012: Black Rock, de Katie Aselton
- 2012: While We Were Here
- 2013: Big Sur, de Michael Polish
- 2013: Movie 43
- 2013: Homefront (en postproducció), de Gary Fleder
- 2014: Sempre Alice, de Wash Westmoreland i Richard Glatzer
- 2015: Heist